# Altstadt (Weiden in der Oberpfalz)
Die Altstadt ist ein Stadtteil von Weiden in der Oberpfalz, der das Stadt- und Geschäftszentrum von dieser bildet und den mittelalterlichen Kern mit umfasst. Der Stadtteil gliedert sich den historischen Stadtkern, die Innenstadt sowie das in den 1970er Jahren erschlossene Gebiet Naabwiesen. Im Sprachgebrauch ist damit meist der Bereich der ursprünglichen Stadt innerhalb der Stadtbefestigung gemeint.
Im Stadtteil waren Ende 2023 etwa 4046 Menschen als Wohnbevölkerung gemeldet.
Die angrenzenden Stadtteile sind der Rehbühl im Nordosten, die Scheibe im Norden, Weiden Ost 1 im Osten, Moosbürg und Bahnhof im Süden, Lerchenfeld im Südwesten und Stockerhut im Westen.

## Lage

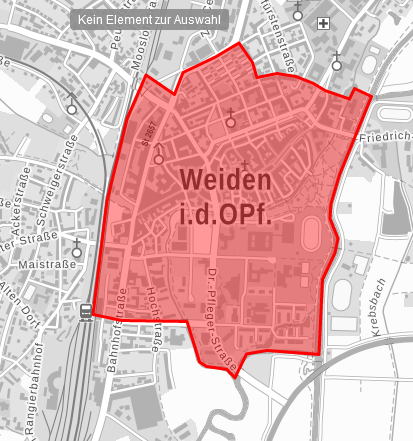
Karte

Die Altstadt wird im Osten durch den Flutkanal und im Westen durch die Bahnstrecke Weiden–Oberkotzau abgegrenzt. Sie liegt auf ca. 391 bis 400 m auf einem größtenteils hochwasserfreien Sockel. Lediglich das Gebiet Naabwiesen liegt nur wenige Meter über der Waldnaab.
| Rehbühl    | Scheibe                                     | Hammerweg    |
| Stockerhut | Kompassrose, die auf Nachbargemeinden zeigt | Weiden Ost 2 |
| Bahnhof    | Moosbürg                                    | Weiden Ost 1 |

Der gesamte Stadtteil verfügt über verschiedene Teile. Diese zeichnen sich durch ihr Alter, ihre Lage sowie ihre Bedeutung aus. Während die Altstadt den historischen Kern umfasst, bildet die Innenstadt das wirtschaftliche Zentrum. Das Gebiet Scheibe Süd ist vor allem ein Wohngebiet. In den Naabwiesen dagegen sind zahlreiche Einrichtungen und Schulen zu finden.

### Altstadt
Die Altstadt ist der historische Stadtkern von Weiden. Er entstand im Mittelalter und war lange Zeit von der Weidener Stadtmauer umgeben. Neben Teilen von dieser sind noch zahlreiche historische Gebäude, die oft unter Denkmalschutz stehen, erhalten.
Der Ursprung der Weidener Altstadt entstand im 12. Jahrhundert im Gebiet neben der heutigen Michaelskirche. Über das Gründungsjahr sind sich Experten nicht einig geworden. Jedoch ist anzunehmen, dass Weiden in der zweiten Hälfte des 12. Jahrhunderts entstand. Im Jahr 1241 wurde der Ortsname „bei den Weiden“ das erste Mal in einer Erbauseinandersetzung des Königs Konrad IV. mit den Vohburgern, Markgrafen des Nordgaus, als „apud Weithaa“ erwähnt. Vermutlich bestand zuerst eine Kirche mit einem Pfarrhof, die von Mauern umgeben war. Schließlich entstand um diese herum eine Siedlung. Nachdem nun der älteste Kern bestanden hatte, wurde vermutlich 1189 eine Marktanlage südlich davon hinzugefügt. Da dieser einen rechteckigen Platz besitzt, wird davon ausgegangen, dass es damals bereits einen kleinen Marktplatz gab. In der Mitte dies Platzes, auf den alle Häuser ausgerichtet sind, befindet sich ein Haus. Dieses ist wahrscheinlich der Vorgänger des Alten Rathauses. Diese beiden älteren Teile bestehen aus kurzen Gässchen und kleinen Plätzen, die nicht planmäßig angelegt wurden.

### Bahnhofsquartier (Nord)
Das Bahnhofsquartier ist nur teilweise im Stadtteil Altstadt. Während der nördliche teil zu diesem gehört, gehört der südliche zu den Stadtteilen Moosbürg und Bahnhof. Nachdem der Bahnhof 1863 außerhalb der Stadt eröffnet worden war, wuchs die Stadt bald bis zum Bahnhof hin. Innerhalb weniger Jahre entstand das Bahnhofsquartier von Weiden. Für die Umgestaltung des Bahnhofsquartiers hat das Bayerische Staatsministerium für Wohnen, Bau und Verkehr ein Konzept mit Bürgerbeteiligung ausgearbeitet. Dieses sieht vor, auf einem 84 Hektar großen Areal Brachflächen zu nutzen und die Bebauung nachhaltiger zu gestalten. Die Unterführung sollte den Bahnhof nun nicht nur mit den Gleisen, sondern zusätzlich mit dem Stadtteil Lerchenfeld verbinden. Außerdem sollte der Bahnhofsvorplatz umgestaltet werden. Hierfür würden Flächen für Busse wegfallen und durch Grünflächen ersetzt werden. Dieses Projekt würde das Viertel, welches derzeit von alter Bausubstanz beherrscht ist, deutlich aufwerten.

### Innenstadt
Die Innenstadt stellt das wirtschaftliche Zentrum der Stadt dar. Sie befindet sich westlich der Altstadt.

### Naabwiesen
Als Naabwiesen wird ein Gebiet südlich der historischen Altstadt bezeichnet. Es wird durch den Flutkanal, die Waldnaab den Weidingbach und den Stadtmühlbach begrenzt. Das Gebiet konnte erst in den 1970er Jahren bebaut werden, da es davor als Überschwemmungsland galt. Vorerst entstanden in diesem Gebiet eine Schule und Behörden. Außerdem wurde ein Großparkplatz und der Zentrale Omnibus Bahnhof (ZOB) errichtet. Erst später entstanden im südlichen Teil auch Wohngebiete.

### Scheibe (Süd)
Die südliche Scheibe (oft noch als RAW Siedlung bezeichnet) befindet sich zwischen der Altstadt und dem Stadtteil Scheibe. Die Siedlung entstand, als durch das Reichsausbesserungswerk viele Arbeitsplätze geschaffen wurden. Die meist aus Backstein gebauten Häuser sind sehr ähnlich. Sie sind alle in dieselbe Richtung ausgerichtet und haben denselben Abstand voneinander.

## Straßen, Plätze, Fußgängerzone

### Altstadt

#### Oberer Markt
Der Obere Markt ist der wichtigste Platz in Weiden. Gemeinsam mit dem Unteren Markt bildet er den mittelalterlichen Marktplatz. Zwischen beiden befindet sich das Alte Rathaus. In der Mitte des Platze befindet sich der Stadtbrunnen. Nordwestlich von diesem öffnet sich der Platz zur Michaelskirche hin. Südlich davon trennt eine Häuserzeile den Kirchplatz vom an dieser Stelle schmäleren Oberen Markt.

#### Schlörplatz
Der Schlörplatz befindet sich vor dem Unteren Tor am Rand der Altstadt. Er ist nach dem letzten bayerischen Handelsminister Gustav von Schlör benannt. Dieser ermöglichte der Stadt den Bahnanschluss. Neben seinem Denkmal befindet sich die Friedenseiche. Am Schlörplatz steht das Finanzamt. An dessen Stelle stand im Mittelalter das Weidener Spital. Dieses wurde im Dreißigjährigen Krieg zerstört.

#### Unterer Markt
Der Untere Markt bildet gemeinsam mit dem Oberen Markt den mittelalterlichen Marktplatz. Zwischen beiden befindet sich das Alte Rathaus. An dessen Rändern stehen Bürgerhäuser mit Giebel, die in der Renaissance errichtet wurden. In der Mitte des Platzes bilden zwei Baumreihen eine Allee. Dort wird jeden Mittwoch und Samstag der Wochenmarkt abgehalten.

### Innenstadt

#### Macerata-Platz
Der Macerata-Platz ist der zentralste Platz der Innenstadt. Auf diesem treffen die Max-Reger Straße, die Ringstraße, die Weißenburger Straße, die Wörthstraße und die Leibnizstraße zusammen. In dessen Mitte befindet sich ein Brunnen. An den Platz grenzt das Nordoberpfalz Center, das größte Einkaufszentrum in Weiden. Der größte Teil des Platzes ist ein Teil der Fußgängerzone. Lediglich die querende Ringstraße und die Leibnizstraße werden vom Straßenverkehr genutzt.

#### Max-Reger-Straße
Die Max-Reger-Straße ist die wichtigste Einkaufsstraße in Weiden. Sie ist ein Teil der Fußgängerzone. Auf einer Länge von etwa 400 Metern verbindet sie den Josef-Witt-Platz mit dem Macerata-Platz. Die Straße wurde auf dem Weiherdamm des ehemaligen Siechenweihers errichtet. Dadurch ergibt sich ein Höhenunterschied zwischen der der Straße zugewandten Seite und den Hinterhöfen.

#### Wörthstraße
Die Wörthstraße ist ein Teil der Fußgängerzone und verbindet den Macerata-Platz mit dem Oberen Tor. Etwa auf der Hälfte der 150 Meter langen Straße befindet sich eine Kreuzung, die den Namen Issy-les-Moulineaux Platz trägt.

### Naabwiesen
Der Stadtteil Naabwiesen ist von sehr breiten Straßen beherrscht. Zwischen diesen gibt es teilweise auch große Abstände. Plätze gibt es hier keine.

## Behörden und Einrichtungen

### Behörden
In den Naabwiesen befindet sich das Neue Rathaus. Seit dem Bau wird das Alte Rathaus nicht mehr genutzt. Außerdem befinden sich im Stadtteil Ämter, die nicht im Rathaus untergebracht sind. Dies ist zum Beispiel das Finanzamt, welches sich nahe dem Schlörplatz befindet.

### Bildungsstätten
In Weiden gibt es zwei Mittelschulen, zwei Realschulen, sechs Grundschulen und ein sonderpädagogisches Förderzentrum sowie drei Gymnasien. Im Stadtteil Altstadt sind davon zwei Realschulen, eine Grundschule und ein Gymnasium. Am Rand des Stadtteils befindet sich noch ein zweites Gymnasium. Es gibt folgende Schulen:
- Hans-Scholl Realschule
- Sofie-Scholl Realschule
- Gerhardinger Grundschule
- Stötznerschule
- Elly-Heuss-Gymnasium

Am Rand (teilweise im Stadtteil Scheibe):
- Augustinus-Gymnasium
- Wirtschaftsschule

Sonstige Schulen sind die Franz-Grothe-Schule, die Städtische Musikschule und die Volkshochschule.